# Sageretia yunlongensis
Sageretia yunlongensis är en brakvedsväxtart som beskrevs av G.S. Fan och L.L. Deng. Sageretia yunlongensis ingår i släktet Sageretia och familjen brakvedsväxter. Inga underarter finns listade i Catalogue of Life.